# Sålbænk
Sålbænk er en skrå flade, der er placeret under den nederste karm på vinduer med det formål at lede regnvand væk fra facaden og dermed forhindre, at der trænger fugt ind. Særligt under slagregn er det vigtigt, at vandet ledes bort.
Sålbænke er som regel udført i teglsten, skifer, beton, metal eller natursten. 
| Byggeri og bygningsdele | Spire Denne artikel om byggeri og bygningsdele er en spire som bør udbygges. Du er velkommen til at hjælpe Wikipedia ved at udvide den. |